# Clădirea Administrației Prezidențiale din Kiev
Clădirea Administrației Prezidențiale (în ucraineană Будинок Секретаріату Президента) este un monument arhitectonic din Kiev, capitala Ucrainei. Ea este sediul principal al Oficiului Președintelui Ucrainei⁠(en)[traduceți] și al Consiliului Național de Securitate și Apărare al Ucrainei⁠(en)[traduceți]. Clădirea, situată în Bankova vulytsia⁠(uk)[traduceți] 11, a fost inițial o reconstrucție a cartierului general al districtului militar din Kiev, construit cândva în anii 1870, după ce toate instituțiile Republicii Sovietice Socialiste Ucrainene fuseseră transferate de la Harkov la Kiev.